# 네이키드 (영화)
《네이키드》(영어: Naked)는 영국에서 제작된 마이크 리 감독의 1993년 블랙 코미디 드라마 영화이다. 데이비드 슐리스 등이 출연하였고, 사이먼 채닝 윌리엄스 등이 제작에 참여하였다.

## 출연
- 데이비드 슐리스
- 레슬리 샤프
- 캐트린 카틀리지
- 그레그 크러트웰
- 클레어 스키너
- 피터 와이트
- 유언 브렘너
- 수전 비들러
- 지나 매키

## 기타 제작진
- 배역: 수지 패리스, 패디 스턴
- 미술: 앨리슨 치티
- 의상: 린디 헤밍